# Виткевич, Роман
Роман Виткевич (1886—1941) — польский инженер-механик, профессор Львовской политехники.

## Биография
Выпускник Львовской политехники. В 1915 году защитил докторскую диссертацию (изобарическое сгорание газа в двигателе), хабилитирован в 1917 году, а в 1921 году он стал директором кафедры измерительных приборов. По его инициативе началось строительство машинной лаборатории, которая была завершена в 1925 году. В 1922 году он стал доцентом, а в 1930 году — профессором Львовской политехники. Он был активным членом Академии технических наук, автором многих научных работ (в том числе «Трение коленчатого вала и механическая активность», «Эластичность котла и инкубаторы», «Руководство и материалы для конструкции Подкарпатского трубопровода природного газа», «Бескривошипные моторизованные компрессоры и пневматические приводы большой мощности»). Он организовал подготовку специалистов в области химического машиностроения на машиностроительном факультете, был членом польского Политехнического общества во Львове. После присоединения Львова к СССР продолжил свою научную работу. В августе 1940 года приглашался в Москву на Всесоюзные научные заседания. Полномочный член Совета города Львова.
После оккупации Львова нацистской Германией отряд под руководством бригадефюрера Карла Эберхарда Шёнгарта в ночь с 3 на 4 июля 1941 года без суда казнил 25 профессоров, среди которых был и Виткевич. Это событие стало известно как убийство львовских профессоров.
У Виткевича было много учеников, которые после Второй мировой войны стали профессорами: Ян Бош, Станислав Шановский, Станислав Охедушко, Витольд Около-Кулак, Витольд Рознер, Фредерик Штауб, Станислав Штайндель, Казимеж Сулима-Шавловский, Збигнев Верницкий, Виктор Виснёвский, Ильяш Жельский и Здислав Циолковский.